# 索耶特卡兰
索耶特卡兰（Soyatkalan），是印度中央邦Shajapur县的一个城镇。总人口13574（2001年）。

## 人口
该地2001年总人口13574人，其中男性6982人，女性6592人；0—6岁人口2236人，其中男1181人，女1055人；识字率61.91%，其中男性为72.41%，女性为50.77%。